# Katy Perry: Play
Katy Perry: Play è stato il primo residency show della cantautrice statunitense Katy Perry, svoltosi presso il Resort World di Las Vegas.

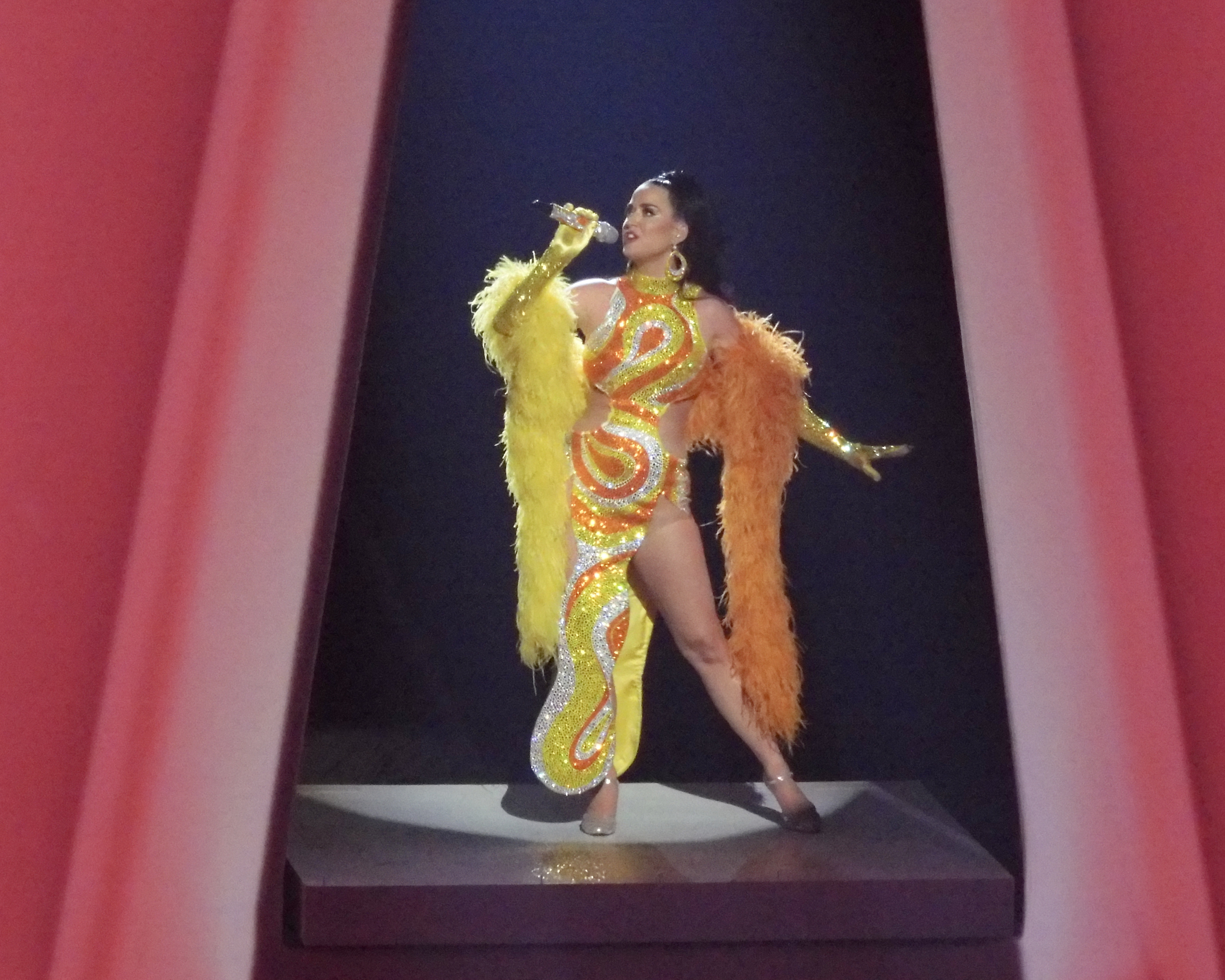
Katy Perry durante lo show

Lo spettacolo ha debuttato il 29 dicembre 2021 ed è stato seguito da altri sette fino al 15 gennaio 2022. Data la domanda dal pubblico, altri otto spettacoli saranno realizzati fra i successivi 2 e 19 marzo. Dopo la prima tappa, Perry ha annunciato altri sedici spettacoli tra maggio e agosto.
Ha guadagnato 6,98 milioni di dollari nelle otto date riportate e ha attirato un totale di 32.000 partecipanti nell'arco di tempo. Grazie a questi guadagni, ha raggiunto il primo posto nella classifica Artist Power Index (APX) di Pollstar. Il 10 aprile 2023, Perry annunciò che lo spettacolo finale della residenza avrebbe avuto luogo il 4 novembre 2023. Secondo Billboard, la residenza ha incassato 46,4 milioni di dollari, diventando l'ottava residenza femminile con il maggior incasso nella storia di Las Vegas e la diciottesima in totale.

## Scaletta
1. E.T.
2. Chained to the Rhythm
3. Dark Horse
4. Not the End of the World
5. California Gurls
6. Hot n Cold/Last Friday Night (T.G.I.F.)
7. Waking Up in Vegas
8. Bon appétit
9. Daisies
10. I Kissed a Girl
11. Lost / Part of Me / Wide Awake
12. Swish Swish
13. When I'm Gone / Walking on Air
14. Never Really Over
15. Teenage Dream
16. Smile
17. Roar
18. Greatest Love of All (cover di Whitney Houston)
19. Firework

## Date
| TBA |
| --- |

| TBA |
| --- |